# سیپوی

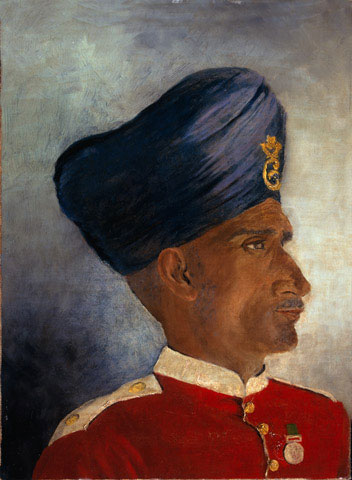
سیپویی در پیاده‌نظام هند، حدود ۱۹۰۰ میلادی

سیپوی (انگلیسی: Sepoy) عنوانی بود که به سربازان هندی گفته می‌شد. امروزه در ارتش هند، نیروی زمینی پاکستان، ارتش نپال، و ارتش بنگلادش ازین عبارات برای اشاره به سربازان وظیفه استفاده می‌شود.
بیشتر سربازان کمپانی هند شرقی بریتانیا از بومیان هندی استخدام می‌شدند. پایین‌ترین درجهٔ این سربازان سیپوی بود و در کنار سربازان اروپایی آموزش می‌دیدند.
واژهٔ «سیپوی» ریشه در واژهٔ فارسی «سپاهی» دارد.